# Astragalus kuschakevitschii
Astragalus kuschakevitschii là một loài thực vật có hoa trong họ Đậu. Loài này được O.Fedtsch. miêu tả khoa học đầu tiên.